# Oxton (Scottish Borders)
Oxton (schottisch-gälisch Baile nan Damh) ist eine Ortschaft in der schottischen Council Area Scottish Borders beziehungsweise in der traditionellen Grafschaft Berwickshire. Sie liegt rund sechs Kilometer nordwestlich von Lauder vor dem Südwestsaum der Lammermuir Hills. Im Norden verläuft das Leader Water durch den ehemaligen Distrikt Lauderdale.

## Geschichte
Die Besiedlung der Umgebung kann weit zurückverfolgt werden. So finden sich auf einer Anhöhe westlich der Ortschaft die Überreste von Wallanlagen eines Hillforts zu finden. Ebenfalls westlich finden sich die Überreste eines befestigten Lagers aus der Zeit der römischen Besatzung Britanniens.
Zwischen dem 7. und 9. Jahrhundert wurde in Oxton eine Kirche errichtet. Im 12. Jahrhundert unterstellte Hugh de Morville die Kirche der Abtei Dryburgh. Als das Gebäude in den 1810er Jahren baufällig wurde, entstand mit der heutigen Channelkirk Parish Church ein Kirchenneubau bei Oxton.
Im Rahmen der Zensuserhebung 1971 wurden 167 Einwohner in Oxton gezählt.

## Verkehr
Direkt östlich passiert die A68 (Darlington–Edinburgh) und schließt die Ortschaft an das Fernstraßennetz an. In wenigen hundert Metern Entfernung mündet außerdem die aus Morpeth kommende A697 ein.
Entlang der Lauder Light Railway erhielt Oxton im Jahre 1901 einen eigenen Bahnhof. Die Strecke verband Lauder über Oxton mit der Waverley Line. Der Passagiertransport auf der kurzen Stichstrecke wurde jedoch bereits 1932 wieder eingestellt. 1939 wurde die Strecke vollständig aufgelassen.